# 77 v. Chr.
Portal Geschichte | Portal Biografien | Aktuelle Ereignisse | Jahreskalender | Tagesartikel

◄ |
2. Jahrhundert v. Chr. |
1. Jahrhundert v. Chr. |
1. Jahrhundert |
►

◄ | 90er v. Chr. | 80er v. Chr. | 70er v. Chr. | 60er v. Chr. |
50er v. Chr. |
►

◄◄ | ◄ | 80 v. Chr. | 79 v. Chr. | 78 v. Chr. | 77 v. Chr. |
76 v. Chr. |
75 v. Chr. |
74 v. Chr. |
► |
►►
Staatsoberhäupter

## Ereignisse
- Pompeius wird Statthalter in der Provinz Hispania citerior.

## Geboren
- Liu Xiang, chinesischer Schriftsteller († 6 v. Chr.)
- um 77 v. Chr.: Berenike IV., ägyptische Königin († 55 v. Chr.)
- um 77 v. Chr.: Calpurnia, römische Patrizierin
- um 77 v. Chr.: Tullia, römische Patrizierin († 45 v. Chr.)

## Gestorben
- Titus Quinctius Atta, römischer Komödiendichter
- Marcus Aemilius Lepidus, römischer Politiker (* 120 v. Chr.)